# Electribe
Electribe е серия устройства на Korg, които включват семплираща и аналогова дръм машина (ES, ESX и ER), виртуален аналогов синтезатор (EA) и комбиниран груувбокс (EM, EMX).
Ориентирани са най-вече към техно музиканти и диджеи, като фокусът пада върху възможностите за контрол и имппровизация на живо. Като допълнение към тази серия трябва да се спомене и KAOSS Pad – ефект процесор, също с фокус върху манипулациите в реално време.